# Pul biber
Il pul biber (in turco pul significa squama e biber pepe) è un peperoncino rosso macinato in modo che i frammenti sembrino squame. Il peperoncino utilizzato è una varietà di Capsicum annuum, noto come "pepe di Aleppo", ma in alcune zone della Turchia è anche prodotto da peperoncini chiamati isot. La maggior parte dei peperoncini isot presenti sul mercato in questo paese proviene da Şanlıurfa. Questo condimento viene usato nella cucina turca (si trova facilmente nei ristoranti sui tavoli). È piccante a un livello moderato e nel suo retrogusto si può distinguere anche un sapore fruttato.